# Luís Francisco Benavides e Aragão, Marquês de Solera
Luís Francisco Benavides e Aragão, Marquês de Solera foi Vice-rei de Navarra e Marquês de Solera. Exerceu o vice-reinado de Navarra entre 1702 e 1706. Antes dele o cargo foi exercido por Domingo Pignatelli y Vagher, Marquês de San Vicente. Seguiu-se-lhe Fernando de Moncada e Aragão, Duque de San Juan.